# Милан Обреновић (војвода)
Милан Обреновић (Брусница, између 1767. и 1780. – Букурешт, 16. децембар 1810) био је руднички војвода из Првог српског устанка и полубрат по мајци кнеза Милоша Обреновића.

## Биографија
Милан Обреновић је рођен у Брусници око 1770. године као син Обрена Мартиновића и Вишње родом из Доње Трепче. Обрен и Вишња су поред њега имали и сина Јакова (1767 – 1817) и ћерку Стану. После Обренове смрти Вишња се преудала за Теодора Михаиловића из Горње Добриње. Са њим је изродила синове Милоша (1780. или 1783), Јована (1787) и Јеврема (1790). Милош је касније постао владајући кнез Србије. До Првог српског устанка Јаков и Милан Обреновић су се бавили трговином стоком, а у тај посао су увели и свог полубрата Милоша 1803. године када су га довели из Добриње у Брусницу. Милан је живео на очевом имању и временом је постао богати трговац – поред Николе Милићевића Луњевице највиђенији у Рудничкој нахији.
Милан Обреновић је учествовао на Остружничкој скупштини маја 1804. године. Истакао се као јунак у Првом српском устанку где је добио од Карађорђа титулу војводе и управу над Рудничком нахијом 1810. године. Управљајући рудничком војском, учествовао је у опсади Јагодине, Београда, Ужица, као и у Боју на Мишару. После победе устаника код Сјенице и Суводола, пролећа 1809. године, војвода Милан Обреновић и Рака Левајац су са 3500 Срба прешли преко Колашина и упутили се ка црногорској граници, према Васојевићима.
Осим што је био члан Правитељствујушчег совјета, војвода Милан био је и српски депутат при руском посланству у Влашкој, данашњој Румунији од 1809. године. Главни задатак му је био да скупи добровољце за помоћ устаницима у Србији. Ту је сакупио 4000 до 5000 хиљада људи, углавном Козака. Они су са Србима ослободили многа места од Турака – Пореч (данашњи Доњи Милановац), Брзу Паланку и друга. За свој рад је од врховног команданта руске војске у Молдавији, Влашкој и Бесарабији, пешадијског генерала кнеза Багратиона у име руског императора, награђен сабљом, о чему постоји указ од 21. децембра 1809. Генерал гроф Каменски, командант руске војске у Молдавији, одликовао га је у име руског императора Александра I сребрном медаљом са ликом императора која се носи на црвеној ленти. Указ је потписан у Букурешту 4. априла 1810. године.
Писар војводе Милана Обреновића био је Лазар Војновић, касније професор Велике школе. Милан Обреновић је 1809. отишао у Букурешт, а пред полазак предао је осамсто рупшија Николи Милићевићу Луњевици на чување.
Био је ожењен Стојом са којом је имао сина Христифора – Ристу. Христифор је био син јединац војводе Милана Обреновића. Завршио је Војну академију у Петрограду 1822. године. Био је официр у руској војсци. Разболео се и умро од туберкулозе 30. јуна 1825. године у Русији.

### Смрт
У Букурешту је изненада умро 16. децембра 1810. Постоје тврдње да га је Карађорђе отровао преко Лазара Војновића са којим се сусрео пре тога. Милан је претходно ушао у сукоб са Карађорђем и заједно са Миленком Стојковићем и Петром Добрњцем постао опозиција. Ове тврдње је изнео Вук Караџић у свом делу „Историјски списи”, док их Лазар Арсенијевић Баталака одбацује као клевету.
Војвода Милан Обреновић првобитно је сахрањен у Букурешту док је у четвртој деценији 19. века његове кости кнез Милош пребацио на своје имање у Влашкој – тачније у место Херешти. Тек су у априлу 1995. године његови остаци пренети у родну Брусницу где су уз највише државне почасти сахрањени у порти Цркве Светог Николе – породичној гробници најстаријих Обреновића.
Раније се сматрало да је тек по смрти војводе Милана Обреновића његов млађи полубрат Милош Теодоровић променио презиме у Обреновић. Међутим, према документима откривеним у Архиву Србије, Милош се већ 1808. године потписивао као Обреновић. Поред тога, указом од стране Милоша, Горњи Милановац, најмлађа окружна варош тек ослобођене Србије, добио је своје име 1859. године управо по војводи Милану Обреновићу. Пре тога, Доњи Милановац је добио име по кнезу Милану Обреновићу, рано умрлом Милошевом сину.

## Породично стабло
|  |                     |  |  |  |  |  |  |  |  |  |  |  |  |  |  |  |
|  | 2. Обрен Мартиновић |  |  |  |  |  |  |  |  |  |  |  |  |  |  |  |
|  |                     |  |  |  |  |  |  |  |  |  |  |  |  |  |  |  |
|  |                     |  |  |  |  |  |  |  |  |  |  |  |  |  |  |  |
|  | 1. Милан Обреновић  |  |  |  |  |  |  |  |  |  |  |  |  |  |  |  |
|  |                     |  |  |  |  |  |  |  |  |  |  |  |  |  |  |  |
|  |                     |  |  |  |  |  |  |  |  |  |  |  |  |  |  |  |
|  | 3. Вишња Урошевић   |  |  |  |  |  |  |  |  |  |  |  |  |  |  |  |
|  |                     |  |  |  |  |  |  |  |  |  |  |  |  |  |  |  |
|  |                     |  |  |  |  |  |  |  |  |  |  |  |  |  |  |  |

## Породица

### Супружник
| име   | слика | датум рођења | датум смрти |
| ----- | ----- | ------------ | ----------- |
| Стоја |       |              |             |

### Деца
| име                 | слика | датум рођења | датум смрти   | супружник     |
| ------------------- | ----- | ------------ | ------------- | ------------- |
| Христифор Обреновић |       |              | 30. јун 1825. | није се женио |